# Rivière Deshaies
La rivière Deshaies est un cours d'eau de Basse-Terre en Guadeloupe prenant sa source aux alentours du Morne Mazeau et se jetant dans la mer des Caraïbes.

## Géographie

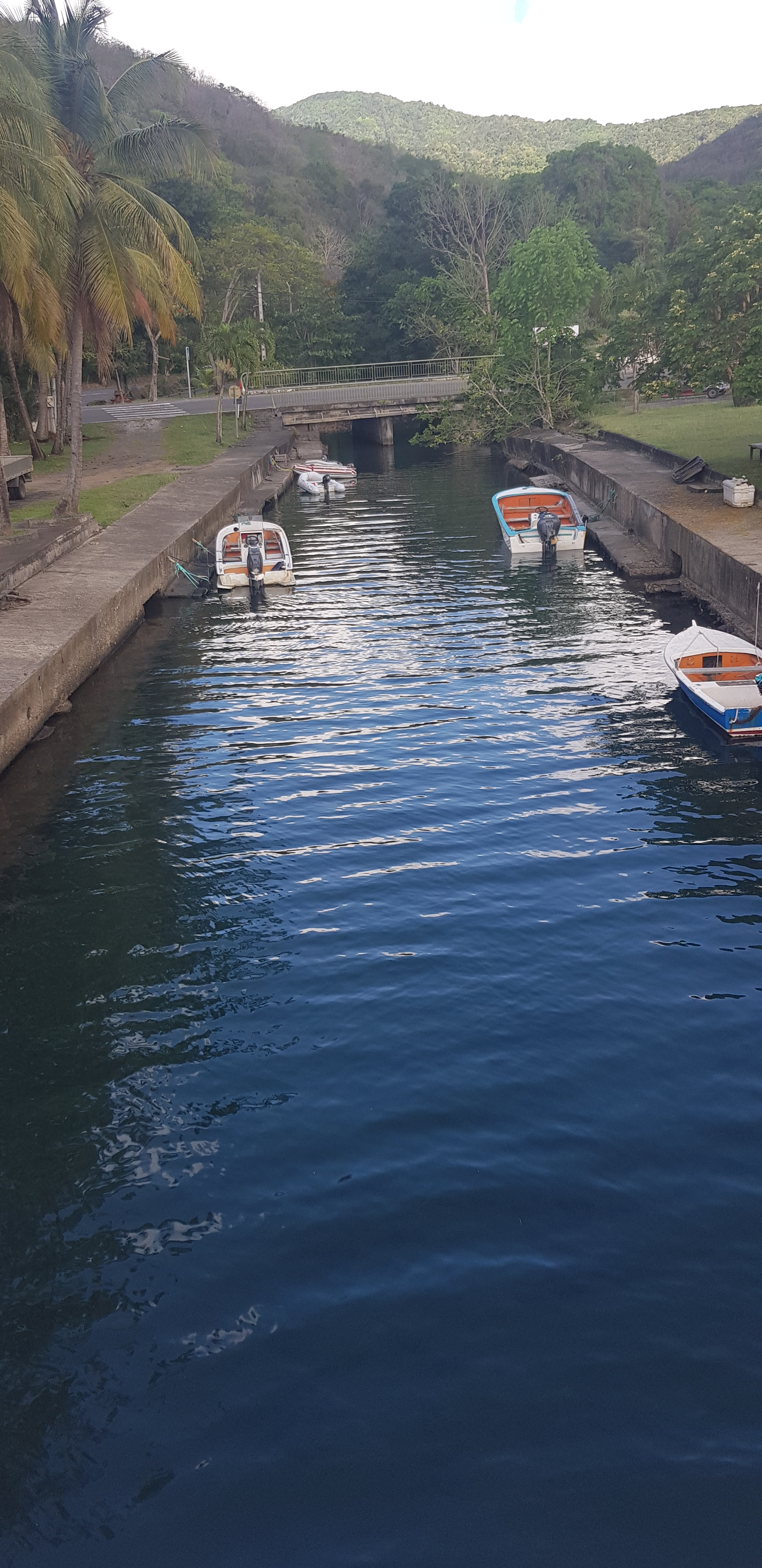
Rivière Deshaies (embouchure)

Longue d'environ 5 km, la rivière Deshaies prend sa source à 560 m d'altitude sur le flanc nord du Morne Mazeau.
Alimentée par diverses rivières dont la rivière Rouge, la rivière Deshaies a un cours régulier qui aboutit dans les aménagements du port de Deshaies.